# Высочкино
Высочкино — село в Рамонском районе Воронежской области.
Входит в состав Павловского сельского поселения.

## История
Основано в начале ХlX века. В XX веке село называлось Солнцево 

## География
Расположено в западной части поселения, на реке Верейке.
На хуторе имеются две улицы — Зелёная и Лесная.

## Население
| 2010 |
| ---- |
| 15   |

В 1859 году, в селе в 14 дворах проживало 119 человек. В 1900 году население составило 223 жителя и было 37 дворов.